# لیلی غفران
جمیله عمر بوعمرت (عربی: جميلة بو عمرت؛ زادهٔ ۱۹ مارس ۱۹۶۱) که بیشتر با نام لیلی غفران شناخته می‌شود، خواننده اهل مصر با اصالت مراکشی است. وی از سال ۱۹۸۵ میلادی تاکنون مشغول فعالیت بوده‌است.